# Escala G

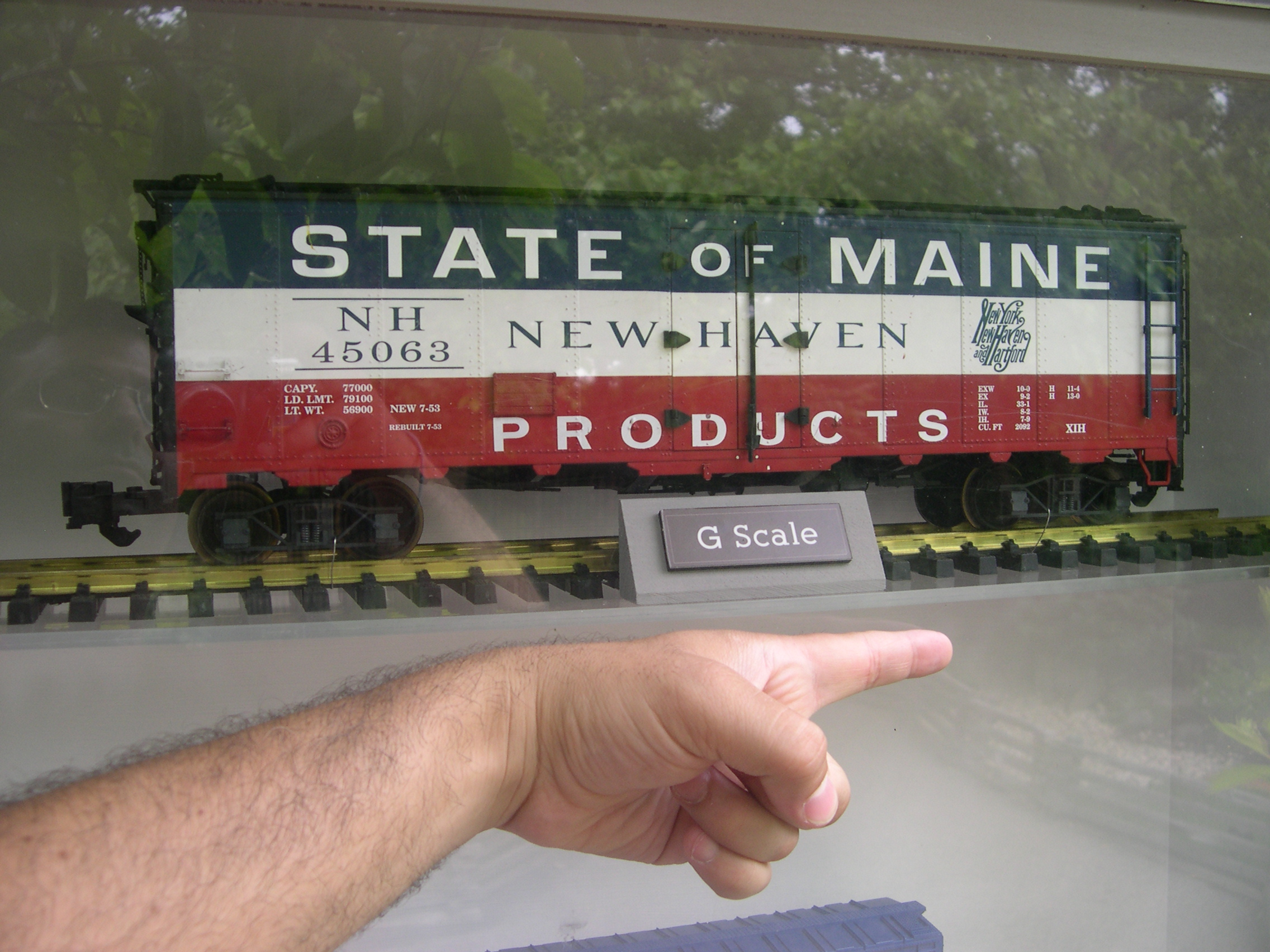
Escala G

La escala G es usada para modelismo ferroviario, y debido a su tamaño y durabilidad, es usada a menudo en exteriores. Muchos tendidos son conocidos como trenes de jardín.

## LGB
La escala G fue introducida por Ernst Paul Lehmann Patentwerk con la marca de su propiedad LGB, para uso en interiores y exteriores. Lehmann fue, hasta su reciente bancarrota, el mayor fabricante europeo de trenes en escala G, y considerado como el único que construyó trenes de jardín realmente populares. Sus trenes eran vendidos como Lehmann Gross Bahn (en alemán: "Gran Tren Lehmann"). Lehman Patentwerk fue fundada en 1881 y comenzó a fabricar el LGB en 1968. El remanente de la empresa, sujeta a litigios interminables, ha sido comprada por Marklin, y la producción de determinados artículos parece continuar. La sucursal estadounidense de la firma, conocido anteriormente como LGB de América [LGBoA], tiene una posición menos clara en la empresa formada bajo el auspicio de Marklin. LGB produce modelos originales de Europa y Estados Unidos, prototipos diésel, eléctricos y de vapor así como también un amplio rango de coches, vagones y accesorios.

## 'Escala G'versus'trocha G'
El término "escala" es inapropiado, ya que la escala real de los trenes que funcionan sobre él varían de un sistema a otro, y de país a país. La Escala G es más correcto llamarla "trocha G", debido a la trocha de la vía de 45 mm.
El nombre proviene del alemán groß (significa "grande"). Tradicionalmente, la escala G usa una vía con trocha de 45 mm, como la usada por los modelos estándar de escala 1 de trocha angosta, usando la escala correcta de 1:22,5. La trocha métrica es la trocha angosta más común en Europa, donde es conocida como IIm.
Algunas personas piensan que la "G" en escala G es por escala de jardín (en inglés, "Garden"). Esto es incorrecto, pero el término Trenes de Jardín ha permanecido popular en los últimos años para describir los trenes de escala G.
En los Estados Unidos, la trocha angosta más usada es la de 912 mm (3 pies); con los modelos en escala 1:20,3, que corresponde, en forma correcta, a la vía con trocha de 45 mm, la cual es la más usada por los fabricantes estadounidenses. En la actualidad, estos productos están marcados como escala G, incluso cuando en realidad no lo son. Algunos modelistas y fabricantes de trenes llaman a la trocha angosta 1:20,3 como "escala Fn3".